# Harry Spoormans
Henricus Hubertus Maria (Harry) Spoormans (Meerveldhoven, 25 september 1921 – Vessem, 21 oktober 1980) was een Nederlands politicus van de KVP
Hij werd geboren als zoon van Hubertus Maria Spoormans (1884-1943) en Wilhelmina Cornelia van Lippen (1885-1968). Hij was directeur van de Sint Jan Stichting in 's-Hertogenbosch en daarnaast lid van de gemeenteraad van Oss in welke gemeente hij ook wethouder is geweest. In december 1972 werd Spoormans benoemd tot burgemeester van de gemeente Vessem, Wintelre en Knegsel. Tijdens dat burgemeesterschap overleed Spoormans eind 1980 op 59-jarige leeftijd.